# Basket Zaragoza 2002
CB Zaragoza, poznat i pod imenom CAI je košarkaški klub iz španjolskog grada Zaragoze
Osnovan je 2002. godine. Baštini dva bivša prvoligaša, Centro Natación Helios i Club Baloncesto Zaragoza.

## Uspjesi njegovih prethodnika
Kup pobjednika kupova
- Finalist: 1991.

Kup Španjolske
- Pobjednik: 1984., 1990.
- Finalist: 1992., 1995.

## Nazivi kluba
- CN Helios
- CN CAI
- CB NatWest
- CB Amway